# Château de Saint-Vrain
Le château de Saint-Vrain est un château français situé dans la commune de Saint-Vrain, en pays Hurepoix, dans le département de l'Essonne et la région Île-de-France, à trente-quatre kilomètres au sud de Paris.
D'origine médiévale, il a appartenu à la comtesse du Barry, à Jacques Alexandre de Gourlade puis à François Borghese, Prince Aldobrandini. 
C'est une propriété privée, autrefois le Parc botanique et biologique de Saint-Vrain se trouver à contrebas du château 

## Situation
| Château de Saint-Vrain |

## Pour approfondir